# 敷島のキンメイチク

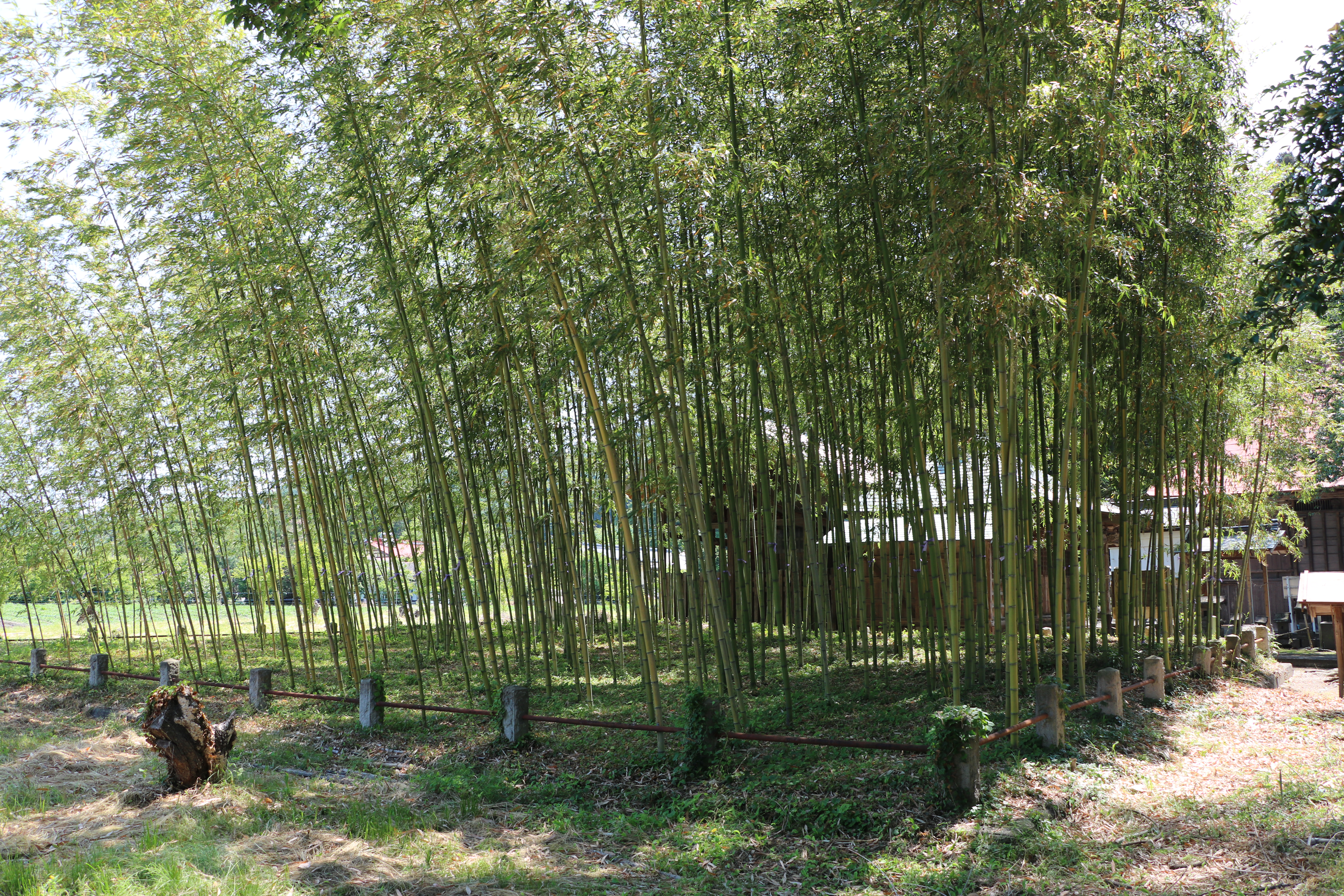
敷島のキンメイチク。2018年6月2日撮影。

敷島のキンメイチク（しきしまのキンメイチク）は、群馬県渋川市赤城町津久田の、上の森八幡宮境内にある国の天然記念物に指定された竹藪である。なお、指定名称はキンメイチクであるが本種は厳密にはギンメイチクである（後述）。
キンメイチク（金明竹）またはギンメイチク（銀明竹）は、マダケ（真竹）の突然変異によって出来たタケで、主に鉢植えなどの園芸品種として流通しているが、当指定地は小規模ではあるものの100本以上の群生地を形成しており、1950年（昭和25年）6月20日に群馬県の天然記念物に指定されたのち、1953年（昭和28年）11月14日に国の天然記念物に指定された。

## 解説

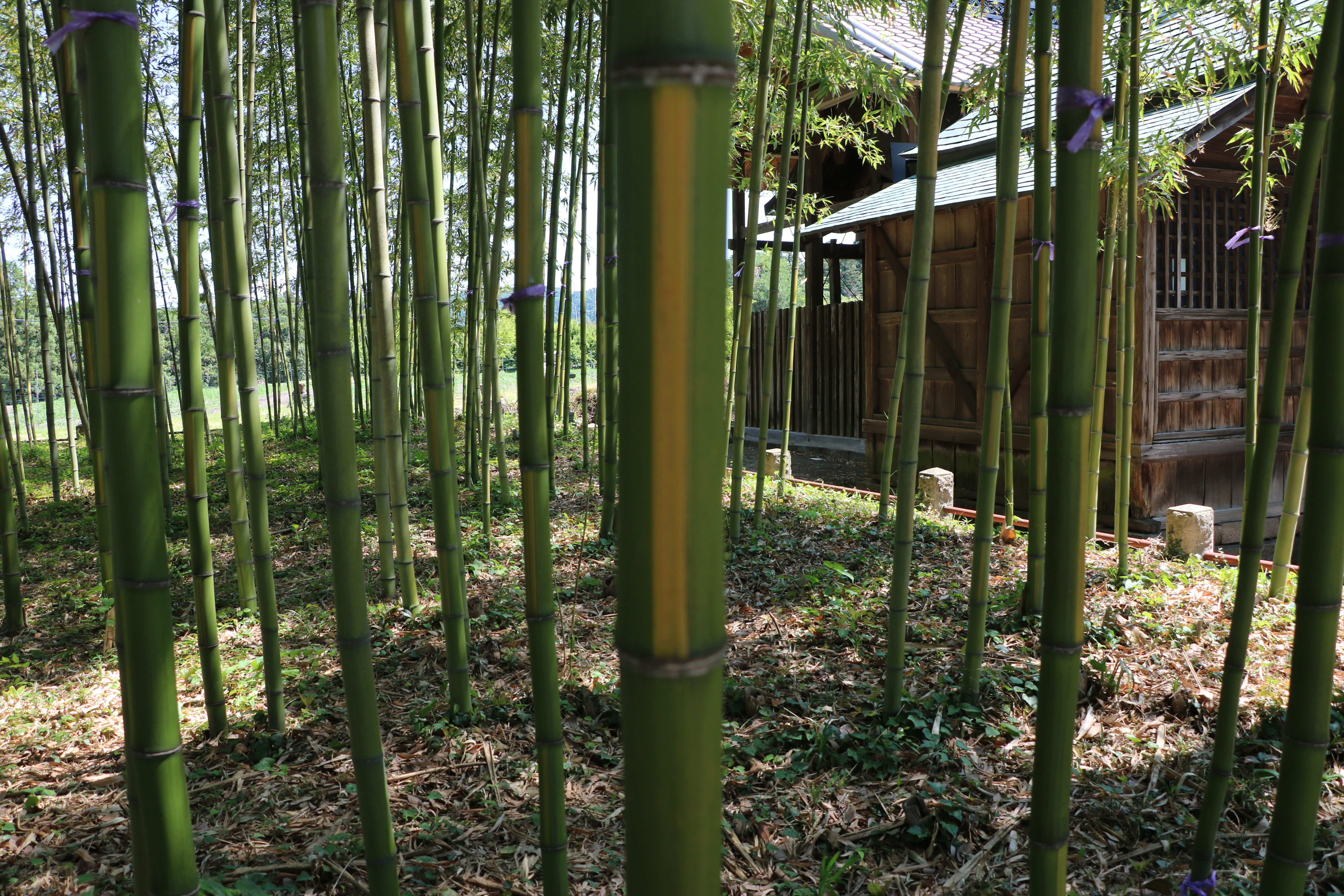
色の異なる稈の芽溝部。2018年6月2日撮影。

敷島のキンメイチクは渋川市北東部の津久田地区（旧勢多郡赤城村）にある上の森八幡宮境内に自生している。この場所は利根川と沼尾川合流点東南方の河岸段丘上にあたり、渋川市立赤城北中学校から県道151号線を挟んだ県道東側沿いに面している。
すべての竹類の稈（かん）は3層から構成されている。通常の竹は一番外側の第1層が緑色であるのに対し、キンメイチクの場合、第1層が黄色に変色し、第2層が元通り緑色であるが、節の部分から芽（枝）が出ると、第1層の金色の組織の一部が枝の方に出るため、第1層が薄くなり芽溝部（がこうぶ）が形成される。芽溝部は薄いため第2層の緑色が透けて見える。
敷島のキンメイチクの場合、第1層は緑色であるが、第2層は薄い黄色である。そのため芽溝部は黄色く見える。昭和20年代までは稈に白条、または黄条のあるものはすべてキンメイチクと呼んでいたため、この竹林の名称は敷島の「キンメイチク」であるが、上記の経緯のとおり厳密には「ギンメイチク」である。
指定地はコンクリートの枠で仕切られており、面積は255平方メートルである。
1968年（昭和43年）より群馬県全域に発生したタケの開花により、県内他所の竹林同様に敷島のキンメイチクも枯れはじめ一時は瀕死寸前の状態になったが、関係者による伐採や施肥など積極的な育成管理により回復した。
今日ではコンクリートで囲われた枠いっぱいに100本以上が自生し、稈の周囲も10センチから25センチに及ぶものが多い。

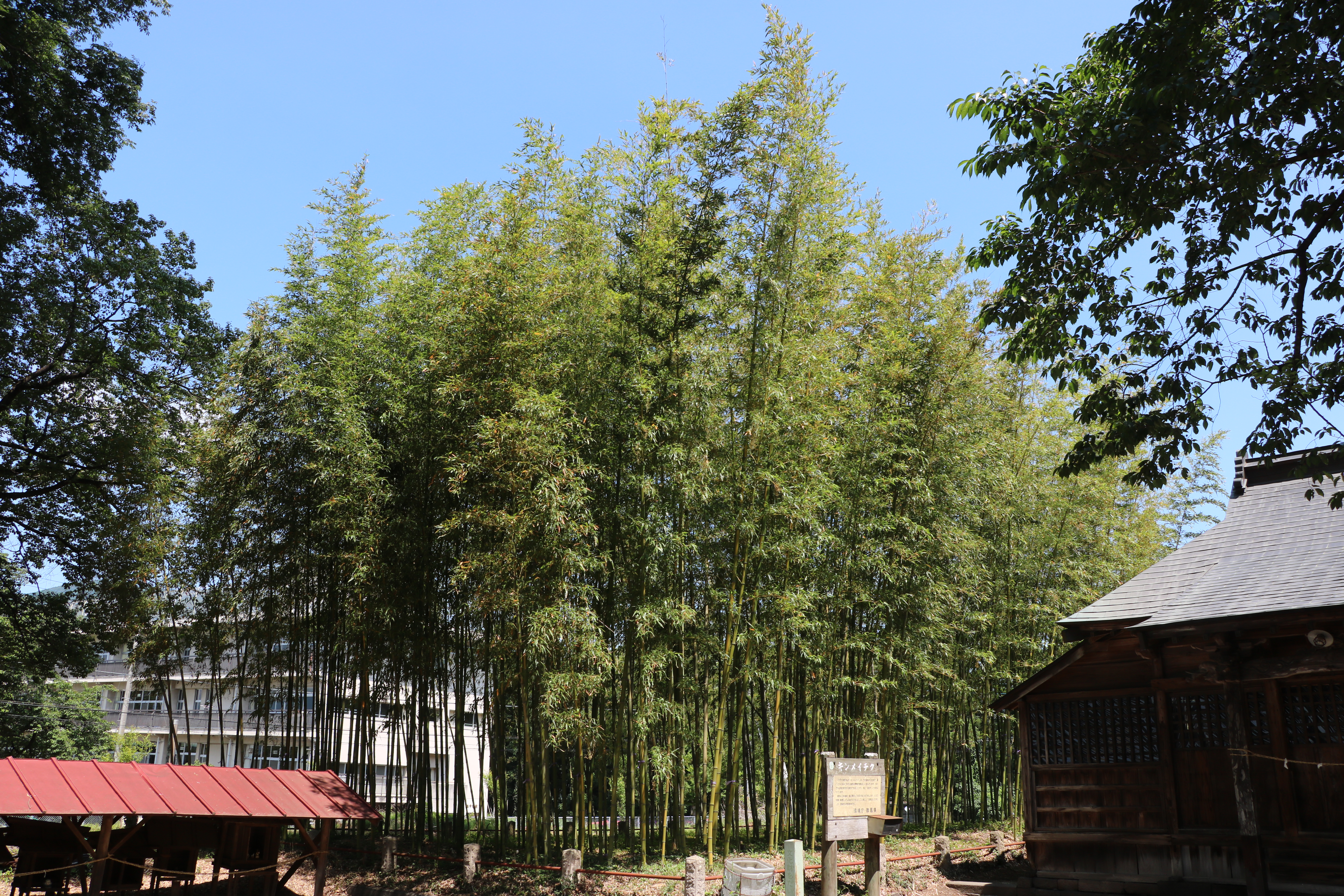
境内側からの全景。背後に見える校舎は赤城北中学校。
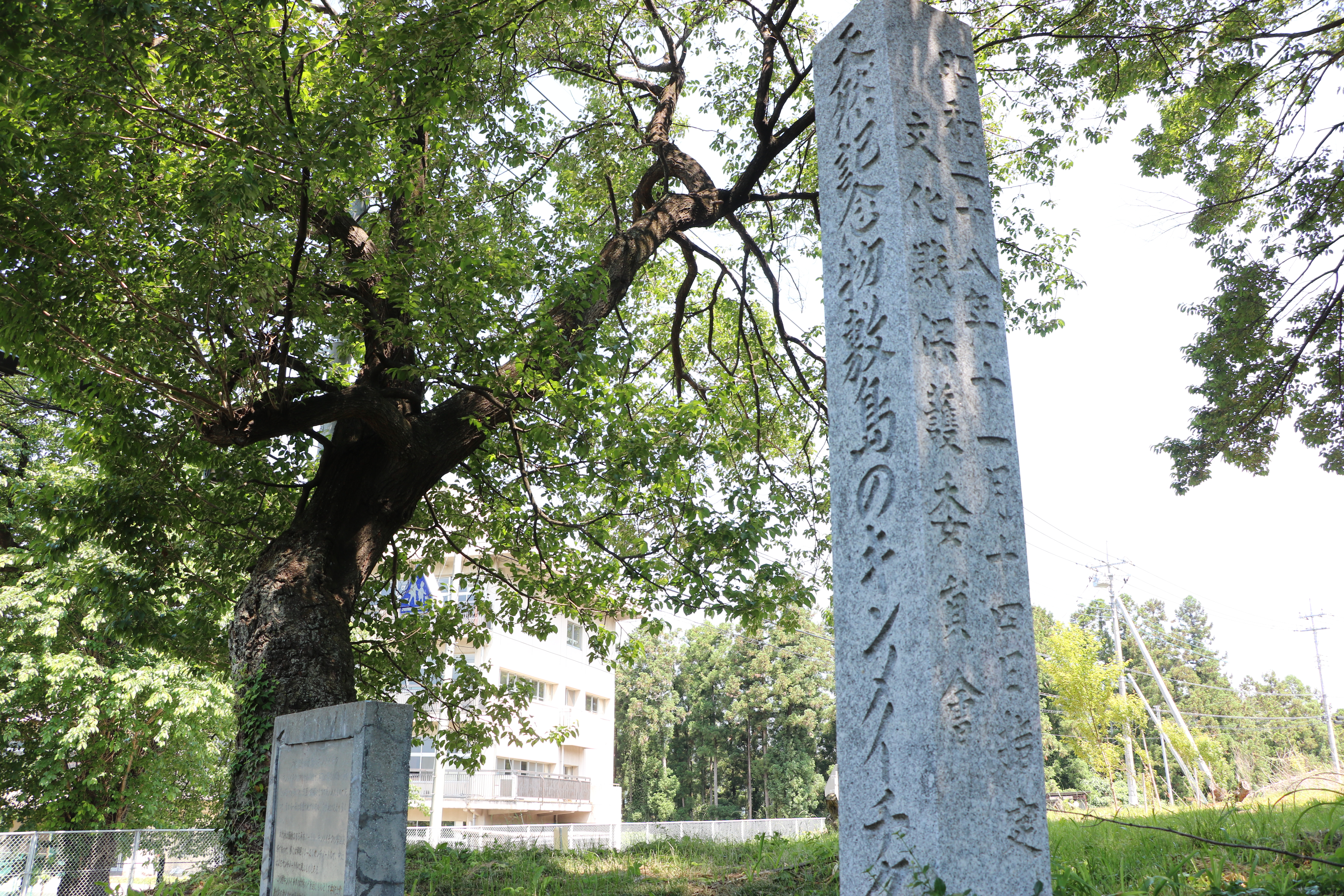
天然記念物指定の石碑。
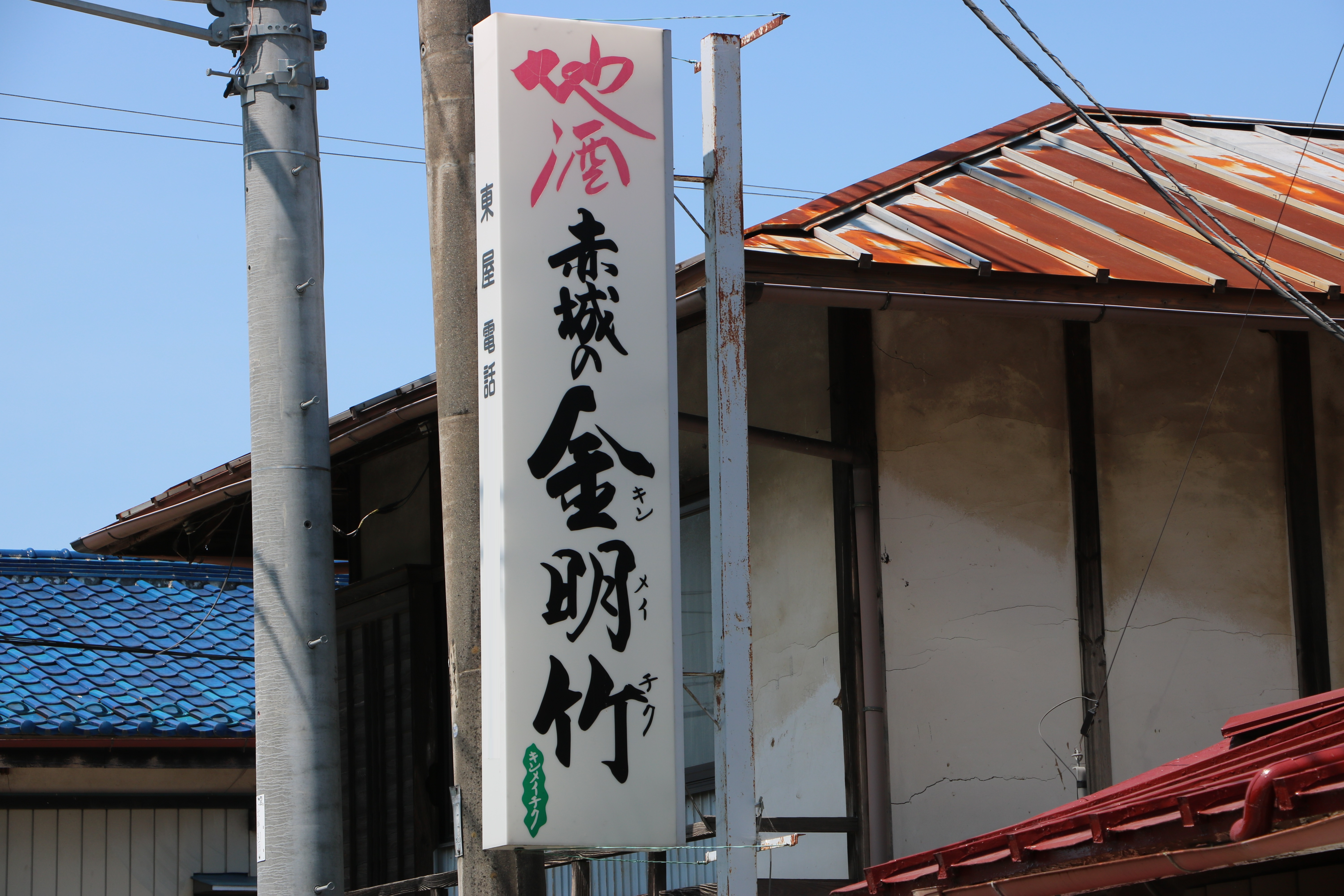
地酒「赤城の金明竹」の看板。同じ津久田地区にある酒屋。

## 桜森のヒガンザクラ

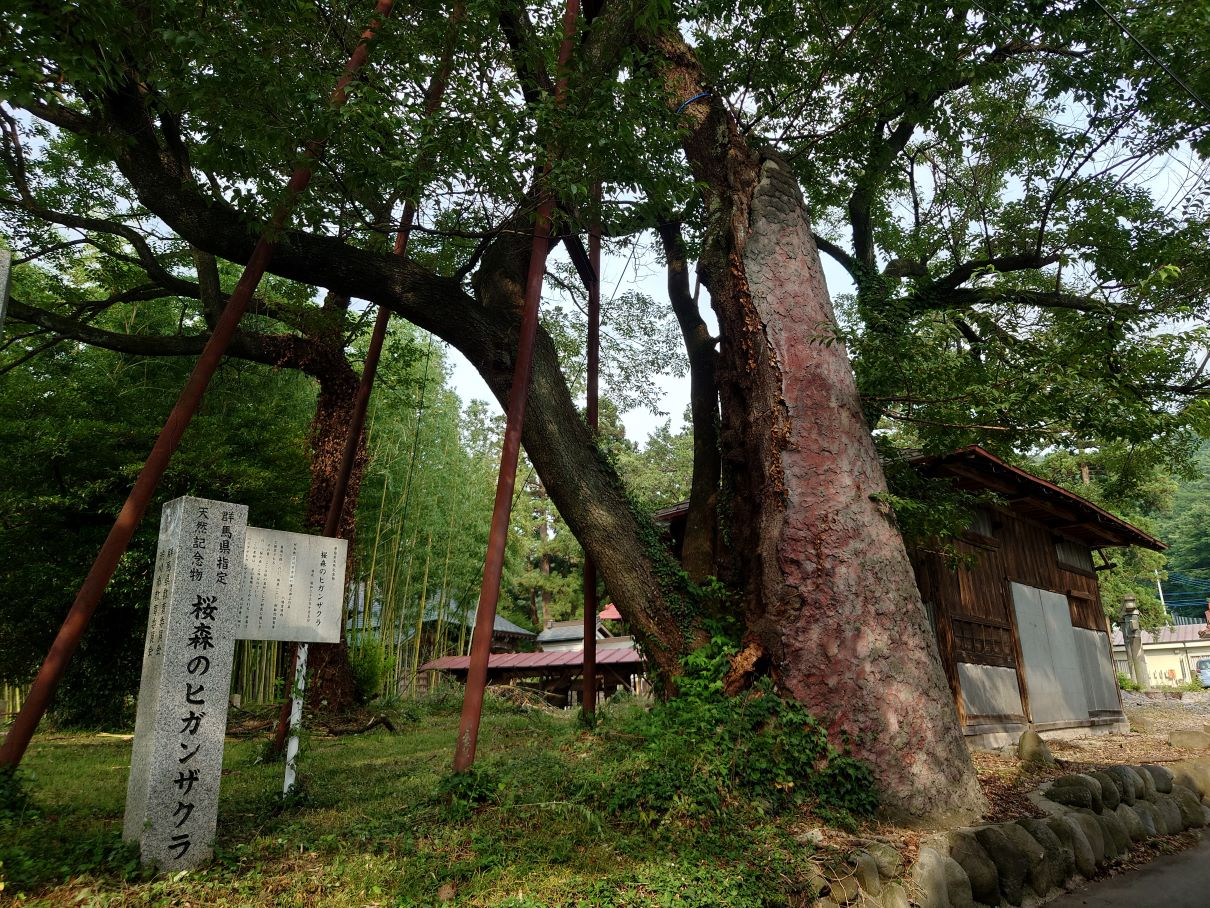
桜森のヒガンザクラ

敷島のキンメイチクと同一境内に桜森のヒガンザクラ（1951年（昭和26年）7月31日群馬県指定天然記念物に指定）が位置する。
樹高約12メートル、目通り径4.8メートル、樹齢400年とされる古木である。かつて八幡宮の境内には桜の木が多く、「桜森八幡宮」と呼ばれたが、現在はこの樹を含めて数本を残すだけである。

## 津久田の人形舞台附人形

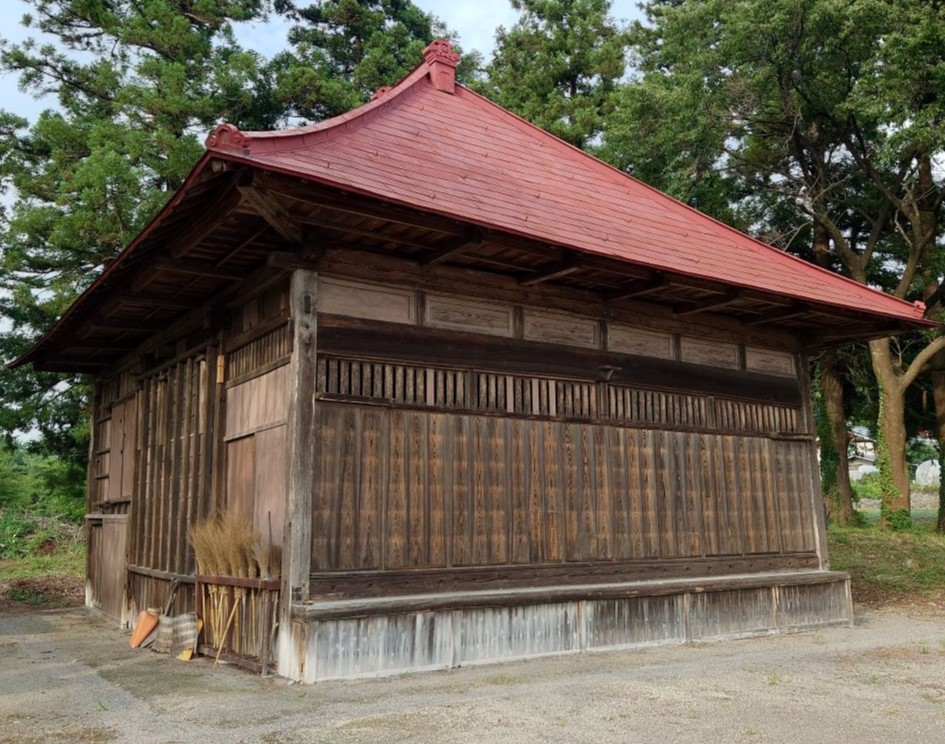
津久田の人形舞台

八幡宮境内には人形芝居が演じられる舞台「上の森の舞台」も位置する。
津久田村における人形芝居の歴史は古く、享保8年（1723年）の『八幡宮操人数覚書』によって当時から行われていたことが確認でき、宝暦6年（1756年）の引幕も現存する。現在の舞台の建物は文化8年（1811年）の建造とみられ、間口9.08メートル、奥行9.99メートル。かつては萱葺寄棟造だったが、トタン葺きに改められている。人形芝居に用いられているが、歌舞伎にも使えることができる構造になっている。
江戸後期、明治時代、太平洋戦争前後と断絶することがあったが、1951年（昭和26年）に再興して今に至る。
1951年（昭和26年）10月5日に群馬県指定重要文化財となったのち、1983年（昭和58年）2月22日群馬県指定重要有形民俗文化財に指定。

## 交通アクセス
所在地
- 群馬県渋川市赤城町津久田313-3[7]

交通
- JR上越線敷島駅よりバス深山行き「赤城北中学校前」下車徒歩1分。